# Neuchâtel Université Club Volleyball 2016-2017
Questa voce raccoglie le informazioni riguardanti il Neuchâtel Université Club Volleyball nella stagione 2016-2017.

## Organigramma societario
Area direttiva
- Presidente: Jo Gutknecht
- Vicepresidente: Antoine Banacloche
- Manager: Jo Gutknecht

Area tecnica
- Allenatore: Silvan Zindel
- Secondo allenatore: Laura Girolami, Felipe Carrasco

Area sanitaria
- Medico: Michel Hunkeler
- Fisioterapista: Johannes Mydla, Olivier Broglin
- Massaggiatore: Viviane Surdez

## Rosa
| N° | Nome               | Ruolo | Data di nascita  | Nazionalità sportiva |
| -- | ------------------ | ----- | ---------------- | -------------------- |
| 1  | Elisa Suriano      | S     | 28 aprile 2001   | Svizzera             |
| 2  | Manon Bulliard     | P     | 30 luglio 1994   | Svizzera             |
| 3  | Martina Halter     | C     | 9 maggio 1994    | Svizzera             |
| 4  | Michaela Reesor    | S     | 2 marzo 1993     | Canada               |
| 6  | Thea Gudenkauf     | C     | 4 novembre 1996  | Svizzera             |
| 7  | Monika Chrtianska  | S/O   | 18 novembre 1996 | Austria              |
| 9  | Tabea Dalliard     | L     | 18 luglio 1994   | Svizzera             |
| 11 | Mandy Wigger       | S/O   | 4 maggio 1987    | Svizzera             |
| 12 | Madison Bugg       | P     | 8 aprile 1994    | Stati Uniti          |
| 13 | Carole Trösch      | C     | 20 dicembre 1995 | Svizzera             |
| 14 | Elizabeth Campbell | S     | 26 aprile 1994   | Stati Uniti          |
| 15 | Ségolène Girard    | S     | 18 novembre 1995 | Svizzera             |

## Mercato
| Acquisti | Acquisti           | Acquisti             | Acquisti   |
| R.       | Nome               | da                   | Modalità   |
| -------- | ------------------ | -------------------- | ---------- |
| S        | Michaela Reesor    | Alabama Birmingham   | definitivo |
| C        | Thea Gudenkauf     | Val-de-Travers       | definitivo |
| S        | Monika Chrtianska  | Ti-Volley Innsbruck  | definitivo |
| P        | Madison Bugg       | Stanford             | definitivo |
| S        | Elizabeth Campbell | Gigantes de Carolina | definitivo |

| Cessioni | Cessioni           | Cessioni    | Cessioni   |
| R.       | Nome               | a           | Modalità   |
| -------- | ------------------ | ----------- | ---------- |
| P        | Megan Cyr          | -           | ritiro     |
| S        | Hillary Hurley     | HPK Naiset  | definitivo |
| S        | Sara Shaw          | -           | ritiro     |
| S        | Laurianne Schouwey | -           | ritiro     |
| C        | Julia Kenel        | Cheseaux II | definitivo |
| S        | Solenn Fabien      | Genève      | definitivo |

## Risultati

### Lega Nazionale A

#### Regular season

##### Primo round
| 1ª giornata - 16 ottobre 2016 Halle des sports de la Riveraine, Neuchâtel  | Neuchâtel     | 1 - 3 | Sm'Aesch Pfeffingen | 18-25, 25-23, 24-26, 16-25        |
| 2ª giornata - 9 novembre 2016 Sportanlage Im Birch, Zurigo                 | Volero Zurigo | 3 - 0 | Neuchâtel           | 25-13, 25-17, 25-12               |
| 3ª giornata - 23 ottobre 2016 Halle des sports de la Riveraine, Neuchâtel  | Neuchâtel     | 3 - 0 | Kanti               | 25-11, 25-13, 25-19               |
| 4ª giornata - 30 ottobre 2016 Sporthalle Weissenstein, Berna               | Köniz         | 1 - 3 | Neuchâtel           | 25-18, 17-25, 14-25, 17-25        |
| 5ª giornata - 6 novembre 2016 Halle des sports de la Riveraine, Neuchâtel  | Neuchâtel     | 3 - 0 | Lugano              | 25-13, 25-10, 25-18               |
| 6ª giornata - 11 novembre 2016 Halle des sports de la Riveraine, Neuchâtel | Neuchâtel     | 3 - 0 | Top Lucerna         | 25-16, 25-15, 25-19               |
| 7ª giornata - 13 novembre 2016 Salle Derrière-la-Ville 5, Cheseaux         | Cheseaux      | 1 - 3 | Neuchâtel           | 23-25, 19-25, 25-13, 18-25        |
| 8ª giornata - 23 novembre 2016 Halle des sports de la Riveraine, Neuchâtel | Neuchâtel     | 2 - 3 | Franches-Montagnes  | 29-27, 23-25, 25-14, 23-25, 12-15 |
| 9ª giornata - 27 novembre 2016 Sporthalle Leimacker, Düdingen              | Düdingen      | 1 - 3 | Neuchâtel           | 20-25, 24-26, 25-17, 16-25        |

##### Secondo round
| 10ª giornata - 3 dicembre 2016 Mehrzweckhalle Löhrenacker, Aesch            | Sm'Aesch Pfeffingen | 3 - 2 | Neuchâtel     | 25-22, 19-25, 20-25, 25-19, 15-13 |
| 11ª giornata - 10 dicembre 2016 Halle des sports de la Riveraine, Neuchâtel | Neuchâtel           | 0 - 3 | Volero Zurigo | 22-25, 20-25, 22-25               |
| 12ª giornata - 17 dicembre 2016 BBC Arena, Sciaffusa                        | Kanti               | 1 - 3 | Neuchâtel     | 15-25, 13-25, 21-25               |
| 13ª giornata - 20 dicembre 2017 Halle des sports de la Riveraine, Neuchâtel | Neuchâtel           | 3 - 0 | Köniz         | 25-11, 25-23, 25-17               |
| 14ª giornata - 4 gennaio 2017 Palestra Lambertenghi, Lugano                 | Lugano              | 3 - 1 | Neuchâtel     | 25-16, 22-25, 26-24, 30-28        |
| 15ª giornata - 2 marzo 2017 Bahnhofhalle, Lucerna                           | Top Lucerna         | 0 - 3 | Neuchâtel     | 21-25, 19-25, 19-25               |
| 16ª giornata - 15 gennaio 2017 Halle des sports de la Riveraine, Neuchâtel  | Neuchâtel           | 3 - 0 | Cheseaux      | 25-12, 25-21, 25-18               |
| 17ª giornata - 22 gennaio 2017 Salle de la Pépinière, Les Breuleux          | Franches-Montagnes  | 3 - 2 | Neuchâtel     | 25-17, 25-27, 15-25, 25-21, 15-11 |
| 18ª giornata - 28 gennaio 2017 Halle des sports de la Riveraine, Neuchâtel  | Neuchâtel           | 0 - 3 | Düdingen      | 19-25, 23-25, 22-25               |

##### Terzo round
| 19ª giornata - 4 febbraio 2017 Sporthalle Weissenstein, Berna               | Köniz     | 1 - 3 | Neuchâtel           | 25-22, 23-25, 22-25, 14-25        |
| 20ª giornata - 5 febbraio 2017 Halle des sports de la Riveraine, Neuchâtel  | Neuchâtel | 3 - 1 | Franches-Montagnes  | 25-19, 29-27, 16-25, 25-14        |
| 21ª giornata - 11 febbraio 2017 Salle Derrière-la-Ville 5, Cheseaux         | Cheseaux  | 3 - 0 | Neuchâtel           | 25-15, 25-17, 25-17               |
| 22ª giornata - 18 febbraio 2017 Halle des sports de la Riveraine, Neuchâtel | Neuchâtel | 3 - 1 | Top Lucerna         | 22-25, 25-15, 25-17, 25-22        |
| 23ª giornata - 24 febbraio 2017 Palestra Lambertenghi, Lugano               | Lugano    | 1 - 3 | Neuchâtel           | 23-25, 25-23, 17-25, 17-25        |
| 24ª giornata - 26 febbraio 2017 Halle des sports de la Riveraine, Neuchâtel | Neuchâtel | 1 - 3 | Volero Zurigo       | 21-25, 18-25, 25-22, 12-25        |
| 25ª giornata - 5 marzo 2017 Halle des sports de la Riveraine, Neuchâtel     | Neuchâtel | 2 - 3 | Sm'Aesch Pfeffingen | 25-14, 12-25, 20-25, 25-12, 16-18 |
| 26ª giornata - 11 marzo 2017 BBC Arena, Sciaffusa                           | Kanti     | 0 - 3 | Neuchâtel           | 18-25, 16-25, 20-25               |
| 27ª giornata - 12 marzo 2017 Halle des sports de la Riveraine, Neuchâtel    | Neuchâtel | 3 - 2 | Düdingen            | 17-25, 25-18, 17-25, 25-21, 15-9  |

#### Play-off scudetto
| Quarti di finale (gara 1) - 19 marzo 2017 Sporthalle Leimacker, Düdingen              | Düdingen  | 3 - 2 | Neuchâtel | 24-26, 25-22, 22-25, 25-19, 15-11 |
| Quarti di finale (gara 2) - 25 marzo 2017 Halle des sports de la Riveraine, Neuchâtel | Neuchâtel | 2 - 3 | Düdingen  | 22-25, 25-20, 25-23, 19-25, 12-15 |

### Coppa di Svizzera

#### Fase a eliminazione diretta
| Ottavi di finale - 8 gennaio 2017 Altikofen, Ittigen       | Muri Berna    | 0 - 3 | Neuchâtel | 17-25, 11-25, 21-25        |
| Quarti di finale - 29 gennaio 2017 Breite, Sciaffusa       | Kanti         | 0 - 3 | Neuchâtel | 23-25, 21-25, 15-25        |
| Semifinale - 12 febbraio 2017 Sportanlage Im Birch, Zurigo | Volero Zurigo | 3 - 1 | Neuchâtel | 23-25, 25-18, 25-21, 25-18 |

### Challenge Cup

#### Fase a eliminazione diretta
| Sedicesimi di finale (andata) - 14 dicembre 2016 Sporthal Sint-Gillis, Dendermonde          | Oudegem      | 0 - 3 | Neuchâtel    | 19-25, 16-25, 22-25        |
| Sedicesimi di finale (ritorno) - 12 gennaio 2017 Halle de Sports de la Riveraine, Neuchâtel | Neuchâtel    | 3 - 0 | Oudegem      | 25-23, 25-19, 25-15        |
| Ottavi di finale (andata) - 25 gennaio 2017 Halle de Sports de la Riveraine, Neuchâtel      | Neuchâtel    | 3 - 1 | AEL Limassol | 25-27, 25-22, 25-16, 25-21 |
| Ottavi di finale (ritorno) - 9 febbraio 2017 LTV AEL, Limassol                              | AEL Limassol | 0 - 3 | Neuchâtel    | 13-25, 15-25, 22-25        |
| Quarti di finale (andata) - 23 febbraio 2017 Halle de Sports de la Riveraine, Neuchâtel     | Neuchâtel    | 0 - 3 | Schweriner   | 21-25, 20-25, 22-25        |
| Quarti di finale (ritorno) - 9 marzo 2017 ARENA Schwerin, Schwerin                          | Schweriner   | 3 - 0 | Neuchâtel    | 25-15, 25-15, 25-20        |

## Statistiche

### Statistiche di squadra
| Competizione      | Punti | In casa | In casa | In casa | In trasferta | In trasferta | In trasferta | Totale | Totale | Totale |
| Competizione      | Punti | G       | V       | P       | G            | V            | P            | G      | V      | P      |
| ----------------- | ----- | ------- | ------- | ------- | ------------ | ------------ | ------------ | ------ | ------ | ------ |
| Lega Nazionale A  | 49    | 15      | 8       | 7       | 14           | 7            | 7            | 29     | 15     | 14     |
| Coppa di Svizzera | -     | 0       | 0       | 0       | 3            | 2            | 1            | 3      | 2      | 1      |
| Challenge Cup     | -     | 3       | 2       | 1       | 3            | 2            | 1            | 6      | 4      | 2      |
| Totale            | -     | 18      | 10      | 8       | 20           | 11           | 9            | 38     | 21     | 17     |

G = partite giocate; V = partite vinte; P = partite perse

### Statistiche dei giocatori
| Giocatrice    | Challenge Cup | Challenge Cup | Challenge Cup | Challenge Cup | Challenge Cup |
| Giocatrice    | P             | PT            | AV            | MV            | BV            |
| ------------- | ------------- | ------------- | ------------- | ------------- | ------------- |
| M. Bugg       | 6             | 29            | 20            | 2             | 7             |
| M. Bulliard   | 6             | 1             | 1             | 0             | 0             |
| E. Campbell   | 6             | 81            | 71            | 3             | 7             |
| M. Chrtianska | 6             | 6             | 4             | 0             | 2             |
| T. Dalliard   | 6             | 1             | 1             | 0             | 0             |
| S. Girard     | 4             | 4             | 3             | 0             | 1             |
| T. Gudenkauf  | 3             | 1             | 0             | 1             | 0             |
| M. Halter     | 6             | 28            | 14            | 8             | 6             |
| M. Reesor     | 6             | 58            | 53            | 3             | 2             |
| E. Suriano    | 3             | 4             | 0             | 0             | 4             |
| C. Trösch     | 6             | 38            | 23            | 9             | 6             |
| M. Wigger     | 6             | 52            | 46            | 3             | 3             |

P = presenze; PT = punti totali; AV = attacchi vincenti; MV = muri vincenti; BV = battute vincenti

NB: Non sono disponibili i dati relativi alla Lega Nazionale A e alla Coppa di Svizzera